# Елен Спароу
Елен (Хелена) Спароу (на полски: Helena Sparrow; на френски: Hélène Sparrow) е полско-френска лекарка, микробиоложка. Известна е с дейността си за контрол на петнистия тиф в Полша след Първата световна война и в програмите за ваксинация срещу дифтерия и скарлатина в Полша и Тунис през 1960-те години.

## Биография
Родена е на 5 юни 1891 г. в Бохуслав, Руска империя (днес Украйна). Майка ѝ е Ханна Стефанска (р. 1870 г.), а баща ѝ Леополд Спароу (роден през 1860 г.) е магистрат. Завършва с отличие в Медицинския факултет в Киев, получавайки диплома по медицина през 1915 г. През 1923 г. специализира медицина в Университета в Познан. През 1928 г. получава докторска степен във Варшавския университет.
През 1915 г. се занимава с контрол върху епидемичните заболявания в Руската армия по време на Първата световна война. След това започва работа в клиниката в Тарту, Естония, ръководена от професор Билина. Скоро след това се премества в Института по бактериология в Киев като асистент на Володимир Линдеман. Работи върху петнистия тиф с Олексей Кронтовски и Л. Полев. През 1920 г. заминава за Варшава, за да работи с д-р Людвик Райчман, който е директор на Държавния институт по хигиена. През 1922 г. е назначена за началник на службата, а през 1928 г. става началник на службата за превантивни ваксинации. Това включва организиране на кампании за ваксиниране и установяване на огнища на холера. От 1921 до 1933 г. работи с Рудолф Вайгъл от Университета в Лвов върху изучаването на петнистия тиф. През това време тя участва в създаването на четири лаборатории за обществено здравеопазване в Източна Полша, както и за надзор на мащабни програми за ваксиниране срещу дифтерия и скарлатина във Варшавския регион, подкрепени от Робърт Дебре.
През 1923 г. с безвъзмездната помощ от Обществото на народите е изпратена във Франция за участие в Института „Пастьор“. Изучава туберкулозата заедно с Алберт Калмет и Камил Герин в Лил, след това работи с Жул Бордет в Брюксел, а също и с Амеде Борел в Института по здравеопазване в Страсбург. През 1924 г. отново е изпратена във Франция за обучение по микробиология в Института „Пастьор“ и в лабораторията на Александър Бередка. Там се среща с Чарлз Николе по време на годишната си конференция за петнистия тиф. През 1925 г. Институтът Пастьор финансира изследванията на петнистия тиф на Чарлз Николе в Тунис.
През 1928 г. е избрана за доцент в Медицинския факултет на Варшавския университет, защитавайки докторска дисертация на тема: „Проблемите на ваксинирането срещу петнистия тиф“. По-късно е избрана за професор по бактериология. Ръководи обучение по микробиология и активно участва в медицинските дружества в Полша и във Варшавския клон на френското Дружество по биология през 1930-те години. През 1931 г. е изпратена от правителството заедно с Чарлз Николе, за да изучи петнистия тиф в Мексико и Гватемала.
Умира на 13 ноември 1970 г. в Корсика, Франция.

## Научни трудове
Автор и съавтор е на повече от 100 научни публикации. По-известните от тях са:
- Sparrow H. „Sur une souche de Rickettsia quintana isolee en Tunisie“ Pathologia et Microbiologia, Vol. 24 (1961) pp. 140 –
- Heisch RB., Sparrow H., Harvey AE. „The behavior of Spirochaeta recurrentis Lebert in lice.“ Bulletin de la Societe de pathologie exotique et de ses filiales, Vol 53 (1960) pp. 140 – 143
- Sparrow, H. „Etude du foyer ethiopien de fievre recurrente (Study of the Ethiopian source of recurrent fever)“ Bulletin of the World Health Organization Vol. 19, No. 2 (1958) pp. 673 – 710
- Sparrow H. „Emploi des ratons noveaunes pour entrien de Borrelia recurrentis.(Use of newborn rats for maintenance of Borrelia recurrentis)“ Bulletin de la Societe de pathologie exotique et de ses filiales, Vol. 49 No. 4 (1956) pp. 630 -
- Durand P., Sparrow H., „Pulmonary inoculation in typhic and spotty viruses“ Comptes Rendus Hebdomadaires des Seances de L'Acadamie des Sciences, Vol. 210 (1940) pp. 420 – 422
- Nicolle C., Sparrow H., „Experiments on the river virus of Japan (Tsutsugamushi).“ Comptes Rendus Hebdomadaires des Seances de L'Acadamie des Sciences, Vol. 199 pp. (1934) 1349 – 1351
- Nicolle C., Sparrow H., Conseil E. „Preventative vaccination of man against exanthematic typhus by use of small repeated virulent doses (the brain of guinea pig).“ Comptes Rendus Hebdomadaires des Seances de L'Acadamie des Sciences, Vol. 184 (1927) pp. 859 – 861
- Sparrow H. „Immunization against scarlet fever with the aid of the scarlet fever toxoid“ Comptes Rendus des Seances de la Societe de Biologie et de ses filiales, Vol. 97 (1927) pp. 957 – 959